# 瓜拉尼足球俱乐部
瓜拉尼足球俱乐部（葡萄牙語：Guarani Futebol Clube）是巴西圣保罗州坎皮纳斯的一个足球俱乐部，成立于1911年。瓜拉尼队现在参加巴西足球乙级联赛。
2009年，该队获得乙级联赛亚军，升入甲级联赛。

## 荣誉
- 巴西足球甲级联赛
  - 冠军：1978
  - 亚军：1986, 1987
- 巴西足球乙级联赛
  - 冠军：1981
  - 亚军：1991, 2009
- 巴西足球丙级联赛
  - 亚军：2008